# Friedrich Haase
Friedrich Ludwig Heinrich Haase, född 1 november 1825 i Berlin, död där 17 mars 1911, var en tysk skådespelare och teaterledare.
Haase var 1846–1848 anställd vid hovteatern i Weimar, 1848–1849 i Potsdam, 1849–1851 i Prag, 1851–1852 vid hovteatern i Karlsruhe, 1852–1855 vid hovteatern i München, 1855–1858 i Frankfurt am Main och 1860–1865 i Sankt Petersburg. Åren 1867–1868 ledde han hovteatern i Coburg, var därefter 1869–1870 anställd vid Kungliga teatern i Berlin, och ledde 1870–1876 stadsteatern i Leipzig och som meddirektör 1883–1884 Deutsches Theater i Berlin, samt ägnade sig fram till 1898 åt gästspel, från 1869 även i Amerika. Haase var sin generations store tyske skådespelare, med samma framgång i det klassiska dramat som i den moderna komedin. Bland hans roller märks Hamlet, Richard III, Schylock i Köpmannen i Venedig, Bolingbroke i Scribes Ett glas vatten, Don Cesar de Bazano och Narcisse Rameau i Brachvogels pjäs.